# سهيل غوبتا
سهيل غوبتا (12 أبريل 1992 في الهند - ) هو لاعب كريكت هندي.

## وصلات خارجية
- سهيل غوبتا على موقع إي آس بي آن كريك إنفو (الإنجليزية)